# نتاج قلبي

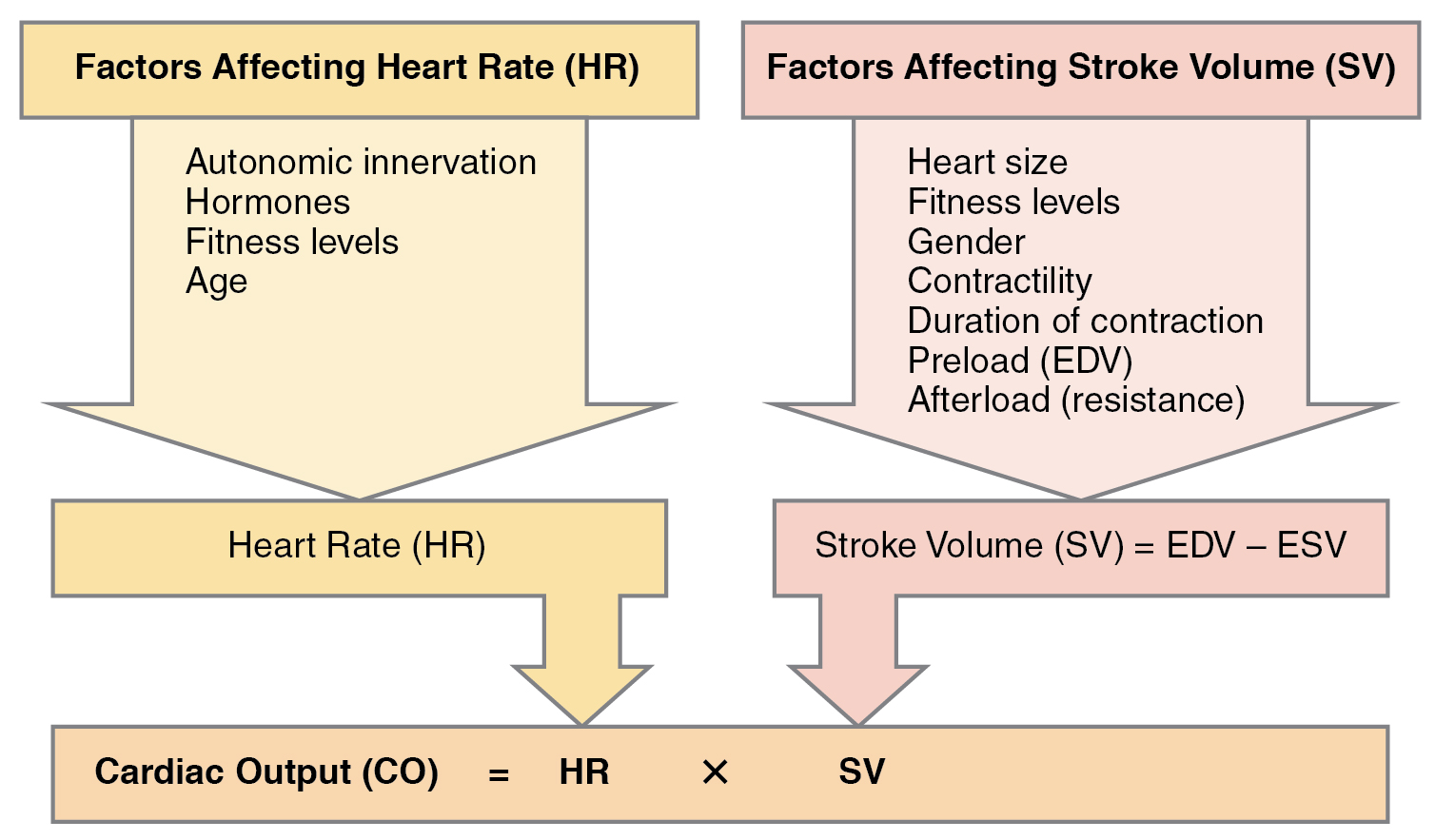

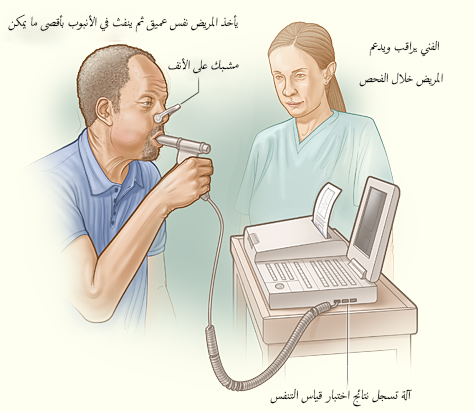

النتاج القلبي (بالإنجليزية:  Cardiac output)‏ هو حجم الدم الذي يضخه القلب من البطين الأيسر أو الأيمن خلال دقيقة واحدة. معدّل النتاج القلبي عند الراحة هو 5.6 لتر بالدقيقة لدى الرجل و 4.9 لتر بالدقيقة لدى المرأة.

النتاج القلبي = سرعة القلب × حجم الضربة

## استعمالات سريرية
وظيفة القلب هي نقل الدم والأكسجين والمواد الغذائية والكيميائية إلى خلايا الجسم لضمان بقائهم وعملهم السليم وإزالة النفايات الخلوية. بما أن القلب هو "مضخة تعمل حسب الطلب"، الذي يضخ الدم الذي يعود إليه من الجهاز الوريدي، فمن هنا كمية الدم التي تعود إلى القلب هي التي تحدد كمية الدم التي يضخها القلب، الناتج القلبي (Q).

## قياس النتاج القلبي
هناك عدة طرق لقياس النتاج القلبي ابتداءً من قسطرة قلبية مباشرة حتى وسائل غير باضعة لقياش النبض الشرياني. لكل من هذه الطرق أفضليات ونقاط ضعف مقارنة مع باقي الطرق، والمقارنة بين الطرق صعبة جدًا لعدم وجود معيار مرجعي متفق عليه.
كذلك هناك طرق باضعة مقبولة، ولكن هناك أدلة متزايدة على أن هذه الأساليب ليست دقيقة ولا فعالة في توجيه العلاج. نتيجة لذلك، فإن التركيز على تطوير أساليب غير باضعة آخذ في الازدياد.